# David Berman (acteur)
David Berman (Tarzana, 1 november 1973), is een Amerikaans acteur. Hij kreeg in 2000 een rol als David Phillips in de televisieserie CSI: Crime Scene Investigation, waarvoor hij ook dienstdoet als onderzoeker.

## TV & Film
TV:
- Profiler (televisieserie) - als Computer Tech (afl. Besieged, 2000)
- Vanished - als Agent Edward Dockery/Dockery/Edward Dockery (7 afleveringen, 2006)
- Heroes (televisieserie) - als Brian Davis (afl. Chapter Ten 'Six Months Ago', 2006)
- Gemini Division - als Hoofd Wetenschapper (2008)
- Desperate Housewives - als Larry (afl. A Little Night Music, 2010)
- Drop Dead Diva - als Hank Spencer (5 afleveringen, 2009-2014)
- CSI: Crime Scene Investigation (televisieserie) - als David Phillips (284 afleveringen, 2000 - heden)

Film:
- Outside Sales - als Herb Mulligan (2006)
- Midnight Sex Run - als Roland (2014)

- Library of Congress Control Number: no2015033994
- Virtual International Authority File: 315534146
- WorldCat: E39PBJrmc7d8GD9BXcWcdr6HYP